# 신인선
신인선(1991년 7월 3일 ~ )은 대한민국 가수, 뮤지컬배우, 방송인이다.

## 학력
광영고등학교 
서울예술대학교 연기과

## 방송
- 2020년 TV조선 《내일은 미스터트롯》 - 준결승 9위
- 2020년 채널A 《행복한 아침》
- 2020년 TV조선 《신청곡을 불러드립니다 - 사랑의 콜센타》
- 2021년 ~ 2022년 TV조선 《부캐전성시대》 - 존 나데
- 2022년 TV조선 《아바드림》 - 음악깡패

## 가족 관계
- 아버지: 신기남(1952년 10월 16일 ~ )
- 어머니: 김은주
- 형: 신준선(1987년 ~ )